# 아르마스 타이팔레
아르마스 루돌프 타이팔레(핀란드어: Armas Rudolf Taipale, 1890년 7월 27일 ~ 1976년 11월 9일)는 핀란드의 육상 선수로 주 종목은 원반던지기와 포환던지기이다.
헬싱키에서 태어난 타이팔레는 1912년 스톡홀름 올림픽에 나가 2개의 원반던지기 종목들 - 정통과 양손 던지기에서 금메달을 획득하였다.
제1차 세계 대전이 끝난 후, 안트베르펀 올림픽에 돌아온 그는 원반던지기에서 은메달을 따고, 포환던지기에서 10위를 하였다.
1924년 파리 올림픽에서 원반던지기 만을 활약한 그는 12위에 그쳤다. 타이팔레는 원반던지기에서 2개의 비공식적 세계 기록들을 세웠다.
1923년 미국으로 이민을 갔으나 1974년에 핀란드로 귀국하였다. 비지니스맨과 변호사를 지낸 그는 86세의 나이로 투르쿠에서 사망하였다.